# Clan Akita
Il clan Akita (秋田氏?, Akita-shi) fu un clan del nord del Giappone che dichiarava di discendere da Abe no Sadato. 
Il clan Akita era inizialmente conosciuto come clan Andō (安東氏?, Andō-shi). Durante il periodo Kamakura si stabilirono nel distretto di Tsugaru nella provincia di Mutsu e commerciarono con gli Ainu per il clan Hōjō amministrando l'isola di Ezo come colonia penale.
Durante il periodo Sengoku il clan Andō fu scacciato dalle loro terre dal clan Nanbu e si spostarono nella vicina provincia di Dewa. Andō Kiyosue viene ricordato per aver mediato una lunga disputa tra gli Ainu e i giapponesi mentre suo figlio Chikasue cambiò il nome del clan in Akita. Fu Akita Sanesue il primo daimyō Akita all'inizio del periodo Edo. Tuttavia Sanesue perse le sue terre e fu mandato a Shishido, nella provincia di Hitachi, nel 1602 dallo shogunato Tokugawa per il suo scarso impegno durante la campagna di Sekigahara.
Gli Akita sopravvissero come daimyō durante il periodo Edo e Akita Toshisue divenne il primo signore del dominio di Miharu (provincia di Mutsu, 50.000 koku). Furono tra i firmatari del patto d'alleanza Ōuetsu Reppan Dōmei nel 1868, ma cambiarono sponda e assistettero le forze imperiali nella sottomissione dei domini del nord. Dopo la restaurazione Meiji gli Akita, così come tutti gli altri daimyō, furono sciolti e i loro territori tramutati in prefetture. Akita Akisue, l'ultimo daimyō, prese il titolo di visconte (shishaku) con il nuovo sistema ereditario di nobiltà Kazoku.